# Jangnanseureon kiss
Jangnanseureon kiss (hangŭl: 장난스런 키스, lett. Bacio malizioso; titolo internazionale Playful Kiss, conosciuta anche come Mischievous Kiss o Naughty Kiss; latinizzazione riveduta: Jangnanseureon kiseu) è una serie televisiva sudcoreana trasmessa su MBC dal 1º settembre al 21 ottobre 2010. È tratta dal manga giapponese Itazura na Kiss di Kaoru Tada.
Per mostrare l'epilogo della vita dei due protagonisti, il 2 novembre 2010 sono stati caricati su YouTube sette episodi da dieci minuti, sottotitolati in inglese, giapponese, cinese e spagnolo. A dicembre 2012 il drama, rimontato per creare un film, è stato distribuito esclusivamente nelle sale cinematografiche giapponesi, in coreano sottotitolato.

## Trama
Una ragazza del liceo, Oh Ha-ni, l'ultima nella classifica di rendimento della sua classe, si prende una cotta per uno degli studenti più popolari dell'intera scuola, bravo in tutte le materie e negli sport: Baek Seung-jo. Ha-ni decide di confessargli i sentimenti che prova tramite una lettera d'amore, ma viene respinta dal ragazzo, che le dice davanti a tutti che lui odia le ragazze stupide. Intanto, la nuova casa della famiglia Oh crolla in seguito a un terremoto. La giovane e suo padre vanno a vivere da un amico d'infanzia dell'uomo, che risulta essere il padre di Seung-jo. La storia prosegue narrando i fatti che accadono ai due protagonisti a seguito di questa convivenza forzata, ma anche a tutti i personaggi secondari che li circondano.

## Personaggi
- Oh Ha-ni, interpretata da Jung So-min.
È una maldestra e un po' impacciata studentessa dell'ultimo anno della sezione F, quella con gli alunni dal più basso quoziente intellettivo. Non riesce a trattenersi dal sognare a occhi aperti.
- Baek Seung-jo, interpretato da Kim Hyun-joong.
È un genio perfezionista, tutto quello che fa gli riesce a meraviglia. Possiede un QI pari a 200 e frequenta la sezione A, quella degli studenti eccellenti.
- Bong Joon-gu, interpretato da Lee Tae-sung.
Innamorato da sempre di Oh Ha-ni, il suo unico talento è la cucina. Alla fine trova la ragazza che fa per lui in una giovane studentessa europea.
- Yoon Hae-ra, interpretata da Lee Si-young.
Molto brava negli studi e in tutti gli sport, è anche molto bella. S'innamora di Baek Seung-jo e dà non pochi problemi a Ha-ni.
- Hwang Geum-hee, interpretata da Jung Hye-young.
La madre di Seung-jo, è ancora molto bella, attraente e giovanile per la sua età. Ha sempre desiderato avere una figlia femmina e perciò s'affeziona subito a Ha-ni e l'aiuta in tutti i modi nel suo tentativo di conquistare Seung-jo. Le piace mimetizzarsi sotto gli abiti più improbabili ed è ossessionata dalle fotografie.
- Baek Soo-chang, interpretato da Oh Kyung-soo.
Il padre di Seung-jo, è il responsabile di una grande azienda che produce videogame. Amico di vecchia data del padre di Oh Ha-ni, è un uomo responsabile, buono, rispettoso e onesto.
- Baek Eun-jo, interpretato da Choi Won-hong.
Il fratello minore di Seung-jo, il suo QI è piuttosto elevato, anche se non allo stesso livello del primogenito. Ha una personalità molto più matura della sua età.
- Oh Ki-dong, interpretato da Kang Nam-gil.
Il padre di Ha-ni, è il proprietario di un ristorante. Prova un grande affetto nei confronti della figlia, soffrendo assieme a lei per le sue delusioni di cuore. Prende Joon-gu come apprendista.
- Jung Joo-ri, interpretata da Hong Yoon-hwa.
Buona e cara amica di Oh Ha-ni. Dopo il diploma va a lavorare in un salone di parrucchiere.
- Dokgo Min-ah, interpretata da Yoon Seung-ah.
Altra amica del cuore di Ha-ni. Le piace molto disegnare fumetti.
- Kim Gi-tae, interpretato da Choi Sung-joon.
Un ragazzo molto carino, che i protagonisti incontrano non appena entrati all'università.
- Hong Jang-mi, interpretata da Jang Ah-young.
Alta e bella, ha più o meno lo stesso QI di Seung-jo. Frequenta il loro stesso college e fa di tutto per rubare Seung-jo a Oh Ha-ni.
- Song Kang-yi, interpretata da Hwang Hyo-eun.
Insegnante di Oh Ha-ni, è una professoressa molto strana, ma con un grande senso dell'umorismo. È soprattutto buona e tiene veramente ai suoi alunni. S'innamora di Song Ji-oh.
- Song Ji-oh, interpretato da Song Yong-shik.
Professore di Seung-jo, bello e molto intelligente. S'innamora di Song Kang-yi.
- Dirigente scolastico Hwang, interpretato da Moon Hoe-won.
- Wang Kyung-soo, interpretato da Choi Sung-guk
Inseparabile amico di Seung-jo e molto presto anche di Ha-ni, è il presidente del club di tennis. Ha solo 21 anni, anche se sembra più grande. È innamorato di Hae-ra.
- Capitano del club di tennis del liceo, interpretato da Yoon Bo-hyun.
- Chris, interpretata da Abigail Alderete.
Ragazza inglese che vive in Corea per imparare la lingua e trovarsi un fidanzato carino. S'innamora di Bon Joon-gun.

## Ascolti
| Episodio | Data di trasmissione | Dati TNMS           | Dati TNMS                  | Dati AGB            |
| Episodio | Data di trasmissione | A livello nazionale | Area metropolitana di Seul | A livello nazionale |
| -------- | -------------------- | ------------------- | -------------------------- | ------------------- |
| 1        | 1º settembre 2010    | 3,5%                | 3,8%                       | 3,5%                |
| 2        | 2 settembre 2010     | 3,6%                | 8,6%                       | 3,7%                |
| 3        | 8 settembre 2010     | 3,5%                | 8,0%                       | 3,5%                |
| 4        | 9 settembre 2010     | 3,2%                | 8,5%                       | 3,4%                |
| 5        | 15 settembre 2010    | 3,0%                | 7,6%                       | 3,0%                |
| 6        | 16 settembre 2010    | 3,0%                | 8,0%                       | 2,8%                |
| 7        | 22 settembre 2010    | 5,8%                | 7,0%                       | 6,3%                |
| 8        | 23 settembre 2010    | 6,0%                | 9,0%                       | 5,8%                |
| 9        | 29 settembre 2010    | 4,0%                | 7,8%                       | 4,5%                |
| 10       | 30 settembre 2010    | 8,2%                | 8,8%                       | 7,5%                |
| 11       | 6 ottobre 2010       | 5,4%                | 6,9%                       | 5,6%                |
| 12       | 7 ottobre 2010       | 4,9%                | 6,3%                       | 5,7%                |
| 13       | 13 ottobre 2010      | 5,9%                | 6,5%                       | 6,0%                |
| 14       | 14 ottobre 2010      | 6,4%                | 7,3%                       | 5,6%                |
| 15       | 20 ottobre 2010      | 6,0%                | 7,0%                       | 6,1%                |
| 16       | 21 ottobre 2010      | 6,0%                | 7,1%                       | 5,9%                |
| Media    | Media                | 4,9%                | 7,3%                       | 4,9%                |

## Colonna sonora
1. Kiss Kiss Kiss – Pink ToniQ
2. One More Time – Kim Hyun-joong
3. Will You Kiss Me (키스해줄래) – G.NA
4. I Called You (널 부른다) – RUN
5. Try Again – Pink ToniQ
6. Talking to Yourself (혼잣말) – Lee Tae-sung
7. Saying I Love You (사랑한다 말할까) – Soyou
8. Overture for Mischievous Kiss (장난스런 키스)
9. I Love You (Main Theme)
10. Confession (고백)
11. Oh! Chef
12. Run, Run, Run
13. Marriage
14. Love Theme
15. With Friends
16. Love Waltz
17. Campus Life
18. Love and Sorrow
19. Shadow (그림자)
20. Miss More (그리워할수록)
21. Excitement (설레임)

## Riconoscimenti
| Anno | Premio                                  | Categoria                        | Ricevente      | Risultato       |
| ---- | --------------------------------------- | -------------------------------- | -------------- | --------------- |
| 2010 | Korean Culture and Entertainment Awards | Miglior nuova attrice televisiva | Jung So-min    | Vincitore/trice |
| 2010 | MBC Drama Awards                        | Premio popolarità                | Kim Hyun-joong | Vincitore/trice |
| 2010 | MBC Drama Awards                        | Miglior nuovo attore             | Lee Tae-sung   | Vincitore/trice |
| 2010 | MBC Drama Awards                        | Miglior nuova attrice            | Jung So-min    | Candidato/a     |
| 2010 | MBC Drama Awards                        | Premio all'eccellenza, attore    | Kim Hyun-joong | Candidato/a     |

## Distribuzioni internazionali
| Paese         | Canale/i               | Prima TV                         | Titolo adottato                              |
| ------------- | ---------------------- | -------------------------------- | -------------------------------------------- |
| Hong Kong     | Drama 1                | 18 dicembre 2010-5 febbraio 2011 | 惡作劇之吻 (Bacio malizioso)                 |
| Taiwan        | Joong-cheon TV         | 27 dicembre 2010-27 gennaio 2011 | 惡作劇之吻 (Bacio malizioso)                 |
| Singapore     | StarHub TV Channel 825 | 16 aprile 2011-concluso          |                                              |
| Giappone      | Fuji TV                | 10 maggio-31 maggio 2011         | イタズラなKiss〜Playful Kiss (Bacio giocoso) |
| Filippine     | GMA Network            | 30 maggio-15 giugno 2011         |                                              |
| Medio Oriente | MBC 4                  | 19 gennaio 2014-concluso         | Al koubla al mo'zia                          |